# Tour de France 1904
2. Tour de France rozpoczął się 2 lipca w Montgeron, a zakończył 24 lipca 1904 roku w Paryżu. Wystartowało 88 zawodników, ukończyło 15. Zwyciężył reprezentant gospodarzy Henri Cornet.
Pierwotnie wyścig wygrał triumfator 1. Tour de France, Maurice Garin, który zwyciężył też na trasie pierwszego etapu. Jednak pół roku później okazało się, że Francuz oraz trzech innych kolarzy część trasy pokonało pociągiem, za co zostali zdyskwalifikowani. Dzięki temu, zwycięzcą 2. edycji Tour de France został Henri Cornet, który wówczas w klasyfikacji generalnej został sklasyfikowany na 5. miejscu. Henri Cornet miał wtedy tylko 20 lat i zapisał się w historii Wielkiej Pętli jako najmłodszy triumfator. 
Podczas tej edycji Touru zawodnicy często oszukiwali, a kibice przeszkadzali kolarzom w rywalizacji, grożono także zawodnikom bronią palną. W połowie wyścigu Garin powiedział: "Jeśli nie zostanę zamordowany zanim dotrzemy do Paryża, to ponownie wygram Tour de France".

## Etapy
| Etap | Data     | Trasa             | Dystans | Zwycięzca                | Lider wyścigu       |
| ---- | -------- | ----------------- | ------- | ------------------------ | ------------------- |
| 1    | 2 lipca  | Montgeron - Lyon  | 467 km  | Michel Frédérick         | Michel Frédérick    |
| 2    | 9 lipca  | Lyon - Marsylia   | 374 km  | Antoine Fauré            | Emile Lombard       |
| 3    | 13 lipca | Marsylia - Tuluza | 424 km  | Henri Cornet             | Henri Cornet        |
| 4    | 17 lipca | Tuluza - Bordeaux | 268 km  | François Beaugendre      | François Beaugendre |
| 5    | 20 lipca | Bordeaux - Nantes | 425 km  | Jean-Baptiste Dortignacq | Henri Cornet        |
| 6    | 23 lipca | Nantes - Paryż    | 471 km  | Jean-Baptiste Dortignacq | Henri Cornet        |

Kursywą oznaczono zawodników zdyskwalifikowanych po zakończeniu wyścigu.

### Etap I
| Klasyfikacja etapu | Klasyfikacja etapu  | Klasyfikacja etapu |     | Klasyfikacja generalna | Klasyfikacja generalna | Klasyfikacja generalna |
| lp                 | Zawodnik            | Czas               | lp  | Zawodnik               | Czas                   |                        |
| ------------------ | ------------------- | ------------------ | --- | ---------------------- | ---------------------- | ---------------------- |
| DSQ                | Maurice Garin       | 17h 07' 06"        | DSQ | Maurice Garin          | 17h 07' 06"            |                        |
| DSQ                | Lucien Pothier      | + 24"              | DSQ | Lucien Pothier         | + 24"                  |                        |
| DSQ                | Pierre Chevalier    | + 26' 54"          | DSQ | Pierre Chevalier       | + 26' 54"              |                        |
| 1.                 | Michel Frédérick    | + 44' 54"          | 1.  | Michel Frédérick       | + 44' 54"              |                        |
| 2.                 | Giovanni Gerbi      | + 50' 29"          | 2.  | Giovanni Gerbi         | + 50' 29"              |                        |
| DSQ                | César Garin         | + 1h 11' 54"       | DSQ | César Garin            | + 1h 11' 54"           |                        |
| 3.                 | François Beaugendre | + 1h 11' 54"       | 3.  | François Beaugendre    | + 1h 11' 54"           |                        |
| 4.                 | Emile Lombard       | + 1h 12' 54"       | 4.  | Emile Lombard          | + 1h 12' 54"           |                        |
| 5.                 | Henri Gauban        | + 1h 23' 09"       | 5.  | Henri Gauban           | + 1h 23' 09"           |                        |
| 6.                 | Alfred Faure        | + 2h 09' 39"       | 6.  | Alfred Faure           | + 2h 09' 39"           |                        |

### Etap II
| Klasyfikacja etapu | Klasyfikacja etapu       | Klasyfikacja etapu |     | Klasyfikacja generalna   | Klasyfikacja generalna | Klasyfikacja generalna |
| lp                 | Zawodnik                 | Czas               | lp  | Zawodnik                 | Czas                   |                        |
| ------------------ | ------------------------ | ------------------ | --- | ------------------------ | ---------------------- | ---------------------- |
| DSQ                | Hippolite Aucoutourier   | 15h 00' 00"        | DSQ | Maurice Garin            | 32h 16' 07"            |                        |
| DSQ                | César Garin              | + 0"               | DSQ | Lucien Pothier           | + 24"                  |                        |
| DSQ                | Lucien Pothier           | + 1"               | DSQ | César Garin              | + 1h 11' 53"           |                        |
| DSQ                | Maurice Garin            | + 1"               | 1.  | Emile Lombard            | + 1h 12' 25"           |                        |
| 1.                 | Alfred Faure             | + 2"               | 2.  | Alfred Faure             | + 2h 09' 40"           |                        |
| 2.                 | Emile Lombard            | + 2"               | 3.  | François Beaugendre      | + 2h 33' 53"           |                        |
| 3.                 | Henri Cornet             | + 3"               | DSQ | Hippolite Aucoutourier   | + 2h 36' 44"           |                        |
| 4.                 | Jean-Baptiste Dortignacq | + 3"               | 4.  | Henri Cornet             | + 2h 36' 47"           |                        |
| DSQ                | Stéphane Chapout         | + 4"               | 5.  | Jean-Baptiste Dortignacq | + 3h 28' 47"           |                        |
| 5.                 | Alois Catteau            | + 40' 00"          | 6.  | Michel Frédérick         | + 3h 42' 53"           |                        |

### Etap III
| Klasyfikacja etapu | Klasyfikacja etapu       | Klasyfikacja etapu |     | Klasyfikacja generalna   | Klasyfikacja generalna | Klasyfikacja generalna |
| lp                 | Zawodnik                 | Czas               | lp  | Zawodnik                 | Czas                   |                        |
| ------------------ | ------------------------ | ------------------ | --- | ------------------------ | ---------------------- | ---------------------- |
| DSQ                | Hippolite Aucoutourier   | 15h 43' 55"        | DSQ | Maurice Garin            | 48h 08' 15"            |                        |
| 1.                 | Henri Cornet             | + 0"               | DSQ | Lucien Pothier           | + 23"                  |                        |
| 2.                 | François Beaugendre      | + 8' 11"           | DSQ | César Garin              | + 1h 55' 20"           |                        |
| DSQ                | Lucien Pothier           | + 8' 12"           | DSQ | Hippolite Aucoutourier   | + 2h 28' 31"           |                        |
| DSQ                | Maurice Garin            | + 8' 13"           | 1.  | Henri Cornet             | + 2h 28' 34"           |                        |
| 3.                 | Camille Fily             | + 25' 08"          | 2.  | François Beaugendre      | + 2h 33' 51"           |                        |
| 4.                 | Jean-Baptiste Dortignacq | + 42' 07"          | 3.  | Jean-Baptiste Dortignacq | + 4h 02' 41"           |                        |
| 5.                 | Alois Catteau            | + 43' 05"          | 4.  | Alfred Faure             | + 4h 17' 11"           |                        |
| DSQ                | César Garin              | + 51' 40"          | 5.  | Alois Catteau            | + 5h 50' 41"           |                        |
| 6.                 | Philippe Jousselin       | + 1h 30' 56"       | 6.  | Camille Fily             | + 7h 17' 44"           |                        |

### Etap IV
| Klasyfikacja etapu | Klasyfikacja etapu     | Klasyfikacja etapu |     | Klasyfikacja generalna   | Klasyfikacja generalna | Klasyfikacja generalna |
| lp                 | Zawodnik               | Czas               | lp  | Zawodnik                 | Czas                   |                        |
| ------------------ | ---------------------- | ------------------ | --- | ------------------------ | ---------------------- | ---------------------- |
| DSQ                | Lucien Pothier         | 8h 40' 06"         | DSQ | Maurice Garin            | 56h 48' 22"            |                        |
| DSQ                | César Garin            | + 0"               | DSQ | Lucien Pothier           | + 22"                  |                        |
| 1.                 | François Beaugendre    | + 0"               | DSQ | César Garin              | + 1h 55' 19"           |                        |
| DSQ                | Maurice Garin          | + 1"               | 1.  | François Beaugendre      | + 2h 33' 50"           |                        |
| 2.                 | Philippe Jousselin     | + 15' 56"          | DSQ | Hippolite Aucoutourier   | + 2h 59' 29"           |                        |
| DSQ                | Hippolite Aucoutourier | + 30' 59"          | 2.  | Henri Cornet             | + 2h 59' 32"           |                        |
| 3.                 | Henri Cornet           | + 30' 59"          | 3.  | Jean-Baptiste Dortignacq | + 5h 22' 34"           |                        |
| 4.                 | Julien Maitron         | + 40' 24"          | 4.  | Alois Catteau            | + 6h 40' 49"           |                        |
| 5.                 | Alois Catteau          | + 50' 09"          | 5.  | Philippe Jousselin       | + 7h 54' 22"           |                        |
| 6.                 | Julien Gabory          | + 1h 08' 14"       | 6.  | Jean Dargassies          | + 9h 48' 53"           |                        |

### Etap V
| Klasyfikacja etapu | Klasyfikacja etapu       | Klasyfikacja etapu |     | Klasyfikacja generalna   | Klasyfikacja generalna | Klasyfikacja generalna |
| lp                 | Zawodnik                 | Czas               | lp  | Zawodnik                 | Czas                   |                        |
| ------------------ | ------------------------ | ------------------ | --- | ------------------------ | ---------------------- | ---------------------- |
| DSQ                | Hippolite Aucoutourier   | 16h 49' 50"        | DSQ | Maurice Garin            | 73h 38' 23"            |                        |
| 1.                 | Jean-Baptiste Dortignacq | + 4"               | DSQ | Lucien Pothier           | + 29"                  |                        |
| DSQ                | César Garin              | + 4"               | DSQ | César Garin              | + 1h 55' 12"           |                        |
| 2.                 | Henri Cornet             | + 11"              | DSQ | Hippolite Aucoutourier   | + 2h 59' 18"           |                        |
| DSQ                | Maurice Garin            | + 11"              | 1.  | Henri Cornet             | + 2h 59' 32"           |                        |
| DSQ                | Lucien Pothier           | + 18"              | 2.  | Jean-Baptiste Dortignacq | + 5h 22' 27"           |                        |
| 3.                 | Philippe Jousselin       | + 24"              | 3.  | Philippe Jousselin       | + 7h 54' 35"           |                        |
| 4.                 | Charles Prevost          | + 30"              | 4.  | Alois Catteau            | + 9h 48' 18"           |                        |
| 5.                 | Julien Gabory            | + 30"              | 5.  | Julien Gabory            | + 11h 36' 19"          |                        |
| 6.                 | Camille Fily             | + 1h 46' 40"       | 6.  | Camille Fily             | + 11h 40' 08"          |                        |

### Etap VI
| Klasyfikacja etapu | Klasyfikacja etapu       | Klasyfikacja etapu |     | Klasyfikacja generalna   | Klasyfikacja generalna | Klasyfikacja generalna |
| lp                 | Zawodnik                 | Czas               | lp  | Zawodnik                 | Czas                   |                        |
| ------------------ | ------------------------ | ------------------ | --- | ------------------------ | ---------------------- | ---------------------- |
| DSQ                | Hippolite Aucoutourier   | 19h 28' 00"        | DSQ | Maurice Garin            | 93h 06' 23"            |                        |
| DSQ                | Maurice Garin            | + 0"               | DSQ | Lucien Pothier           | + 3' 29"               |                        |
| 1.                 | Jean-Baptiste Dortignacq | + 10"              | DSQ | César Garin              | + 1h 58' 12"           |                        |
| DSQ                | Lucien Pothier           | + 3' 00"           | DSQ | Hippolite Aucoutourier   | + 2h 59' 18"           |                        |
| DSQ                | César Garin              | + 3' 00"           | 1.  | Henri Cornet             | + 3h 11' 22"           |                        |
| 2.                 | Louis Colsaet            | + 4' 00"           | 2.  | Jean-Baptiste Dortignacq | + 5h 22' 37"           |                        |
| 3.                 | Henri Cornet             | + 11' 50"          | 3.  | Philippe Jousselin       | + 8h 37' 35"           |                        |
| 4.                 | Ludo Loos                | + 19' 00"          | 4.  | Alois Catteau            | + 11h 58' 18"          |                        |
| 5.                 | Achille Colas            | + 20' 00"          | 5.  | Camille Fily             | + 11h 58' 18"          |                        |
| 6.                 | Philippe Jousselin       | + 43' 00"          | 6.  | Jean Dargassies          | + 15h 46' 22"          |                        |

## Klasyfikacja końcowa
| lp  | Zawodnik                 | Kraj    | Zespół       | Czas           |
| --- | ------------------------ | ------- | ------------ | -------------- |
| 1.  | Henri Cornet             | Francja | Indipendente | 96h 05' 55''   |
| 2.  | Jean-Baptiste Dortignacq | Francja | Indipendente | + 2h 16' 14''  |
| 3.  | Aloïs Catteau            | Belgia  | Indipendente | + 9h 01' 25''  |
| 4.  | Jean Dargassies          | Francja | Gladiator    | + 13h 04' 30'' |
| 5.  | Julien Maitron           | Francja | Clement      | + 19h 06' 15'' |
| 6.  | Auguste Daumain          | Francja | Indipendente | + 22h 44' 36'' |
| 7.  | Louis Coolseat           | Belgia  | Indipendente | + 23h 44' 20'' |
| 8.  | Achille Colas            | Francja | Indipendente | + 25h 09' 50'' |
| 9.  | René Saget               | Francja | Indipendente | + 25h 55' 16'' |
| 10. | Gustave Drioul           | Belgia  | Indipendente | + 30h 54' 49'' |